# Partido Leandro N. Alem
Leandro N. Alem ist ein Partido im Norden der Provinz Buenos Aires in Argentinien. Laut einer Schätzung von 2019 hat der Partido 17.396 Einwohner auf 1.600 km². Der Verwaltungssitz ist die Ortschaft Vedia. Der Partido wurde 1918 von der Provinzregierung geschaffen.

## Orte
Leandro N. Alem ist in 6 Ortschaften und Städte, sogenannte Localidades, unterteilt.
- Vedia (Verwaltungssitz)
- Juan Bautista Alberdi
- Leandro N. Alem
- Alberdi Viejo
- El Dorado
- Fortín Acha